# 해병대 제2사단 (대한민국)
해병대 제2사단(海兵隊 第二師團, 영어: The 2nd Marine Division) 또는 청룡 부대(靑龍 部隊)는 경기도 김포 지역에 사단 본부를 두고 있는 대한민국 해병대의 사단이다. 예하부대는 인천, 김포, 강화 부속도서에 주둔하고 있다.
베트남 전쟁을 위해 1965년 9월 20일에 제2해병여단으로 창설되어, 같은 해 10월 9일부터 1972년 2월 24일까지 참전하였다. 1981년 4월 16일 '제2해병사단'으로 증편하였다. 1987년 해병대 사령부가 재창설됨과 동시에 '제2해병사단'에서 '해병대 제2사단'으로 공식 개명되었다.

## 역사
1965년 6월 1일 응우옌까오끼 수상의 전투 전력 파견의 요청에 따라, 7월 20일에 열린 국무회의에서 1개 사단과 지원 부대를 베트남전으로 파병하기로 결정하였다. 8월 17일 1개 연대로 파병할 예정이었다 같은 제1상륙사단 11해병연대에서 일부 부대를 차출하여, 제2해병연대에 배속시키면서 독자적으로 작전이 가능한 여단으로 증편하였다. 경북 포항에 위치한 해병대 교육훈련단에서 6월 4일부터 약 3개월 간의 파병에 앞서 현지 적응을 위한 훈련을 받았다. 9월 20일, 출병식을 마치고 부대는 10월 3일 부산에서 출항하였다. 6일에 걸친 항해 끝에 10월 9일, 베트남 공화국의 깜라인에 상륙하여 북방 4km 위치에서 미국 제101공수사단과 임무를 교대하였다.

### 짜빈동 전투
1967년 2월 14일 북베트남 제2사단 소속 1연대 60대대와 21연대 40대대, 그리고 꽝응아이성 지방 게릴라 2,400명이 쾅응아이성 추라이 짜빈동에 주둔하고 있던 제3대대 11중대를 야간 기습하였다. 제11중대는 앞서 파견나온 제1대대 1중대 3소대와 같이 2일 동안 그들의 공세에 저항하였고, 15명이 전사하고 성공적으로 방어를 마쳤다. 전투를 마친 뒤, 장교를 제외한 제11중대원과 제1중대 3소대원은 모두 1계급 특별 진급하고, 제11중대장 정경진 대위와 1소대장 신원배 소위는 태극무공훈장을 수여받았다. 1968년 5월 28일, 중대는 대한민국의 대통령 박정희와 미국의 대통령 린든 B. 존슨으로부터 각 나라의 대통령 부대 표창장을 수여받았다.
1972년 1월 4일, 국방부는 청룡부대가 귀국하는 즉시 해체하고 명칭만 다른 부대로 이전할 것이라 밝혔다. 2월 24일 파리 평화협정에 따라 베트남 공화국에서 완전히 철수하였다. 1973년 7월, 해체될 예정이었으나 계획이 바뀌어 대구광역시에서 제3야전군 서부전선으로 이동하여, 그때까지 김포지역에 주둔하며 김포, 강화 지역 경계, 방어를 하던 해병대 제5여단과 임무를 교대하였다. 이 해병대 제5여단은 1959년에 김포에서 창설된 해병대 제1임시여단의 뒤를 이어 김포, 강화 등 서부전선 방어를 담당하던 부대였다.
1981년 4월 16일, 사단으로 증편됨에 따라 대한민국 해병대는 2개의 사단을 보유하게 되었다.

### 사건사고
- 2010년, 2사단 소속 대령이 운전병으로 근무하던 해병대원을 네 차례 성폭행하였다. 이에 충격을 받은 해병대원은 자살을 기도한 일로 사건이 알려져, 성폭행을 한 대령은 국방부 군사고등법원에서 징역 1년 9개월의 실형을 받았었으나[fn 1]결국 “피해자의 진술에 신빙성을 의심할 만한 여러사정이 쉽게 발견되는 등 범죄의 증명이 없다고 보고 무죄를 판결한 원심은 파기환송 판결의 취지에 따른 것으로 정당하다”는 대법원의 최종 판시에 따라 무죄가 확정되었다[fn 2]
- 강화도 총기 난사 사건

2011년 7월 4일 오전 11시 50분, 8연대 81대대 1중대 소속의 김민찬 상병이 정준혁 이병과 공모하여 총격 사건을 일으켰다. 동기는 기수 열외에 따른 반발로, 4명이 다치고 4명이 죽었다. 대한민국 해병대의 복잡하고 다양한 내부적 문제점이 대외적으로 알려지게 되었다.
- 2007년 강화 총기 탈취 사건
- 해병대 민항기 오인 사격 사건

## 편제
| - 사단 본부 - 본부대대 - 제1해병여단, 본부 (선봉) - 제11대대 - 제12대대 - 제13대대 - 제5해병여단, 본부 (상승) - 제51대대 - 제52대대 - 제53대대 - 제8해병여단, 본부 (백호) - 제81대대 - 제82대대 - 제83대대 - 포병여단 - 제1포병대대 - 제5포병대대 - 제8포병대대 - 제22포병대대 - 정보통신대대 - 화생방대대 - 공병대대 - 상륙돌격장갑차대대 - 제2수색대대 - 정보대대 - 전차대대 - 제2군수대대(前정비,보수대대 통합) - 제1예비군관리대대 - 제2예비군관리대대 - 군사경찰대 - 의무근무대 - 김포파견대 - 방공중대 - 교동소대 | - 제1해병연대 - 제5해병연대 - 제8해병연대 - 제2해병포병연대 - 제1해병대대 - 제2해병대대 - 제3해병대대 - 제5해병대대 - 제2야전포병대대 - 제628야전포병대대, 1포대 (육군) - 직접통제중대 - 군사정보대 - 근무중대 - 치료중대 - 공병소대 - 수색소대 - 군사경찰소대 |

## 역대 지휘관

### 해병대 제2여단장
| # | 계급 | 성명   | 취임일           | 이임일           | 참고        |
| - | ---- | ------ | ---------------- | ---------------- | ----------- |
| 1 | 준장 | 이봉출 | 1965년 9월 20일  | 1966년 12년 21일 | 베트남 전쟁 |
| 2 | 준장 | 김연상 | 1966년 12월 20일 | 1968년 8월 4일   | 베트남 전쟁 |
| 3 | 준장 | 이동호 | 1968년 8월 5일   | 1970년 2월 11일  | 베트남 전쟁 |
| 4 | 준장 | 이동용 | 1970년 2월 12일  | 1971년 8월 1일   | 베트남 전쟁 |
| 5 | 준장 | 허홍   | 1971년 8월 2일   | ?                | 베트남 전쟁 |

### 해병대 제2사단장
| #  | 계급 | 성명   | 취임일           | 이임일           | 참고                 |
| -- | ---- | ------ | ---------------- | ---------------- | -------------------- |
| 19 | 소장 | 이상훈 | 2010년 월 일     | 2012년 11월 7일  |                      |
| 20 | 소장 | 김시록 | 2012년 11월 8일  | 2014년 10월 16일 |                      |
| 21 | 소장 | 전진구 | 2014년 10월 17일 | 2016년 10월 27일 | 제34대 해병대 사령관 |
| 22 | 소장 | 이승도 | 2016년 10월 27일 | 2018년 1월 4일   | 제35대 해병대 사령관 |
| 23 | 소장 | 서헌원 | 2018년 1월 4일   | 2019년 5월 13일  |                      |
| 24 | 소장 | 백경순 | 2019년 5월 13일  | 2020년 7월 31일  | [ 8 ]                |
| 25 | 소장 | 조강래 | 2020년 8월 1일   | 2021년 5월 27일  |                      |
| 26 | 소장 | 정수용 | 2021년 5월 28일  | 2022년 6월 9일   |                      |
| 27 | 소장 | 조영수 | 2022년 6월 10일  | 2023년 11월 6일  |                      |
| 28 | 소장 | 정종범 | 2023년 11월 7일  | 2024년 11월 29일 |                      |
| 29 | 소장 | 최영길 | 2024년 12월 2일  |                  |                      |

## 출신 인물
- 이인호 (중대장·정보참모장교 복무)
- 임채무

## 같이 보기
- 대한민국군 베트남전 참전
- 대한민국의 베트남 전쟁에서의 전투 목록
- 맹호부대
- 백마부대

## 참고

### 인용
1. ↑  부대 관리 및 교육 훈련 통제
2. ↑  작전 통제권 보유
3. ↑  대한민국 해병대 공식 홈페이지 보관됨 2015-09-27 - 웨이백 머신 참조.
4. ↑  “짜빈동 전투”. 월남전과 한국. 2012년 11월 8일에 원본 문서에서 보존된 문서. 2012년 1월 28일에 확인함.
5. ↑  “主力(주력) 오늘凱旋(개선) 青龍(청룡),西部前線(서부전선)에 배치”. 경향신문. 1972년 2월 7일. 2012년 1월 28일에 확인함.
6. ↑  “김 상병 "구타, 왕따, 기수 열외 없어져야”. 연합뉴스. 2011년 7월 5일. 2012년 7월 1일에 확인함.[깨진 링크(과거 내용 찾기)]
7. ↑  “참사 원인 지목 '기수 열외', 해병대 특유의 왕따”. SBS 뉴스. 2011년 7월 6일. 2012년 7월 1일에 확인함.
8. ↑  북한 이탈 주민 강화도 경유 월북 사건으로 인해 2020년 7월 31일에 해병대 제 2 사단장직에서 해임되었으며, 현재 해병대 부사령관 직책을 수행하고 있다.